# Goa (stát)
Goa (konkánsky गोंय, Gómja, maráthsky गोवा, Góvá, hindsky गोआ, Góá, portugalsky Goa) je bývalá portugalská kolonie (Portugalská Indie, spolu s državami Daman a Diu), dnes nejmenší a zároveň nejvíce prosperující svazový stát Indie. Leží u pobřeží Arabského moře vklíněna mezi státy Maháráštra (na severu) a Karnátaka (na jihu). Hlavním městem je Panadží (také Panjim, Ponnje, dříve Nova Goa), další větší města jsou Margao, Mapusa a Vasco da Gama.

## Starší názvy
Starý indický epos Mahábhárata se o území dnešní Goy zmiňuje s poukazem na národ Góparaštra, známý svým chovem krav; objevuje se zde i jméno Gómant. Mimo další jméno Góvaraštra pro jižní část konkánského území se ve svatých hinduistických sanskrtských spisech zachovala i jména Gópakapurí a Gapakapattana. Později se objevuje i název Gómančala, ještě později (v epických básních zvaných purana) pak jména Góvé, Góvapurí nebo Gopakpattan.
Antický učenec Klaudios Ptolemaios uvádí pak jméno Gouba, arabské názvy ze středověku byly Sindábur resp. Sandábur. Až v 15. století v souvislosti s portugalskou kolonizací se objevuje název Goa, nejprve pro přístav na ústí řeky Mandovi (dnes město Velha Goa), později pro celé Portugalci ovládané území.

## Geografie

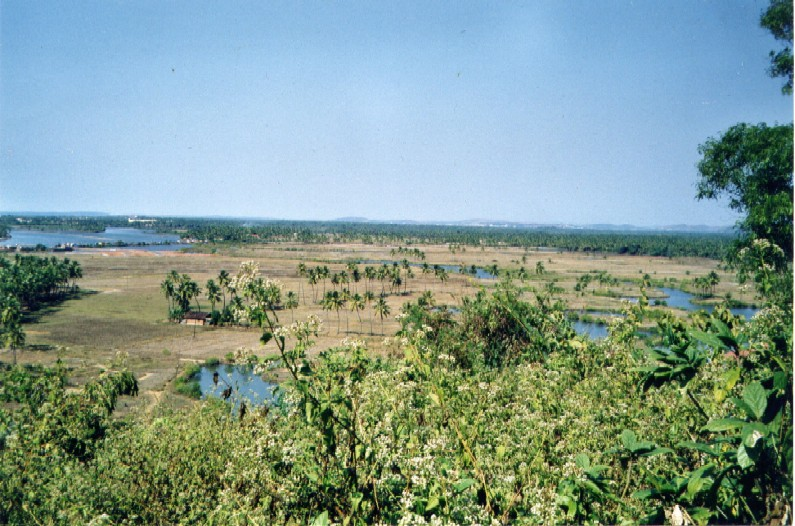
Povodí řeky Sal

Goa leží na západním pobřeží indického subkontinentu a hraničí se spolkovými státy Maharaštra a Karnataka, západní pobřeží tvoří Indický oceán a (Arabské moře).
Celková plocha státu činí 3702 km², nejvyšším bodem je Sonsogor s 1167 m nad mořem (v pohoří Západní Ghát), pobřeží je dlouhé 101 km s mnoha velkými plážemi. Goa je bohatá na vodu, protékají zde dvě větší řeky Mandovi a Zuari a velký počet dalších.
Klimatické podmínky Goi odpovídají její poloze: velice horké léto (s teplotami mezi 30 °C a 39 °C) spojené s extrémní vlhkostí v důsledku monzunů (mezi červnem a zářím), a pro Evropana velice příjemná zima (v prosinci a lednu se denní teploty pohybují mezi 20 °C a 30 °C, srážky jsou výjimečné).

### Flora a fauna

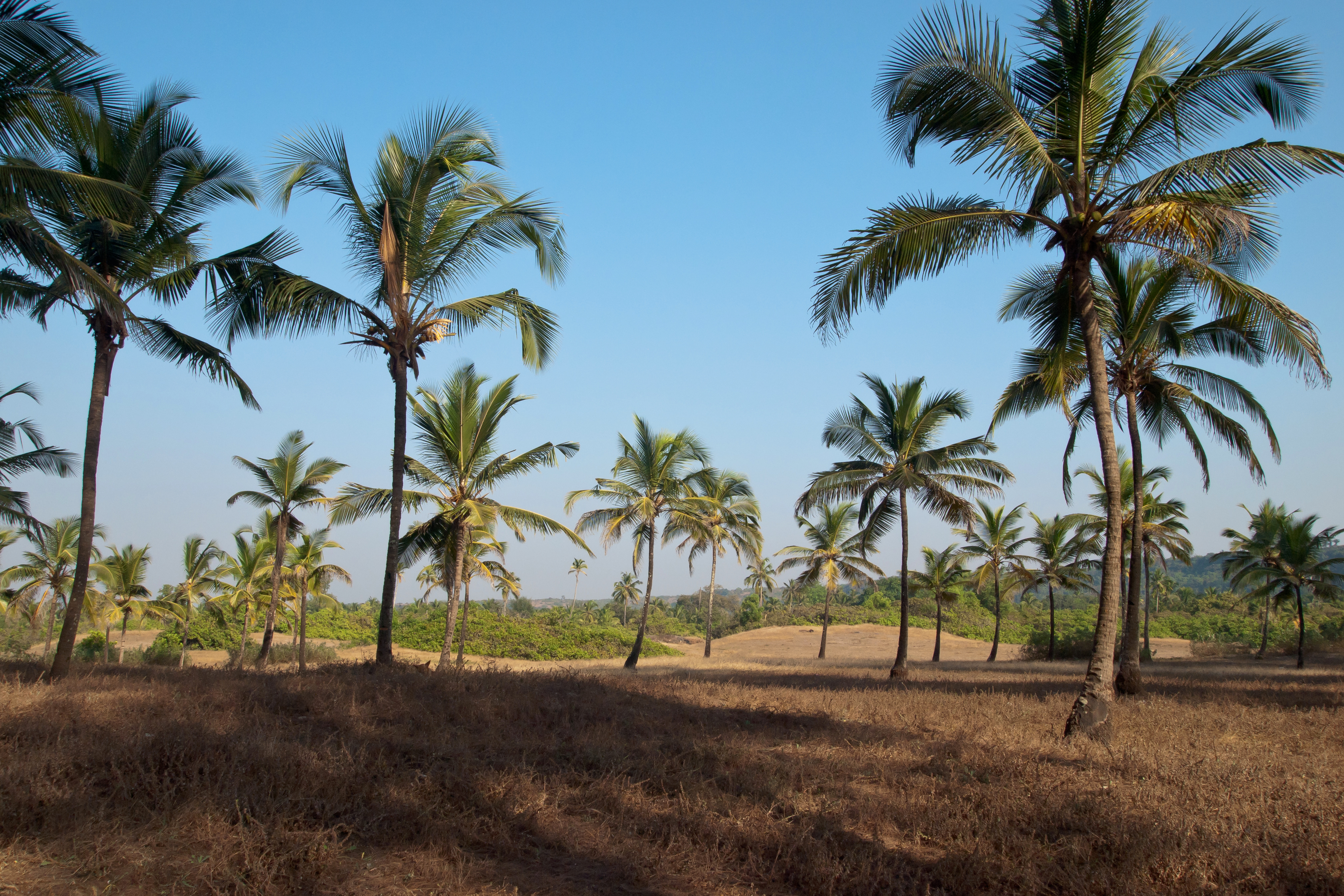
Sklizeň kokosových ořechů

Prvním dojmem při pohledu na pláže i na zázemí jsou nesčetné kokosové palmy.
Díky hojným srážkám v monzunovém období a díky existenci mnoha řek a říček má Goa i jinak bujnou vegetaci: na rozdíl od některých jiných států v Indii, kde lesní porosty byly z velké části vymýceny, je kolem jedné třetiny území v Goi zalesněna původním džunglovým porostem. Mimo různé listnaté stromy a vzácná dřeva (jako např. teakový strom) jsou zde zastoupeny stromy s ořechy kešu, s mangem, dále ananas apod.
Mimo jako i jinde v Indii všudypřítomných krav vykazuje příroda značnou populaci lišek a divokých prasat; na pobřeží i v zázemí žije velké množství ptactva, ať již domácího či stěhovavého. Goa je také známa velkým počtem hadů, kteří však na druhé straně přispívají ke snížení počtu zde velmi rozšířených hlodavců.

### Správní členění
Goa se dělí na 2 okresy (konkánsky जिला džilá, pl. जिले džilé, anglicky district, pl. districts).
- उत्तोरे गोंय / Uttóré Gómja (Severní Goa) / North Goa
- दोक्षिण गोंय / Dókšin Gómja (Jižní Goa) / South Goa

Okresy se dále dělí na okrsky zvané taluka (od severu na jih: Pernem, Bardez, Bicholim, Satari, Tiswad resp. dříve Ilhas, Mormugao, Ponda, Salcete, Sanguem, Quepem, Canacona).

## Dějiny

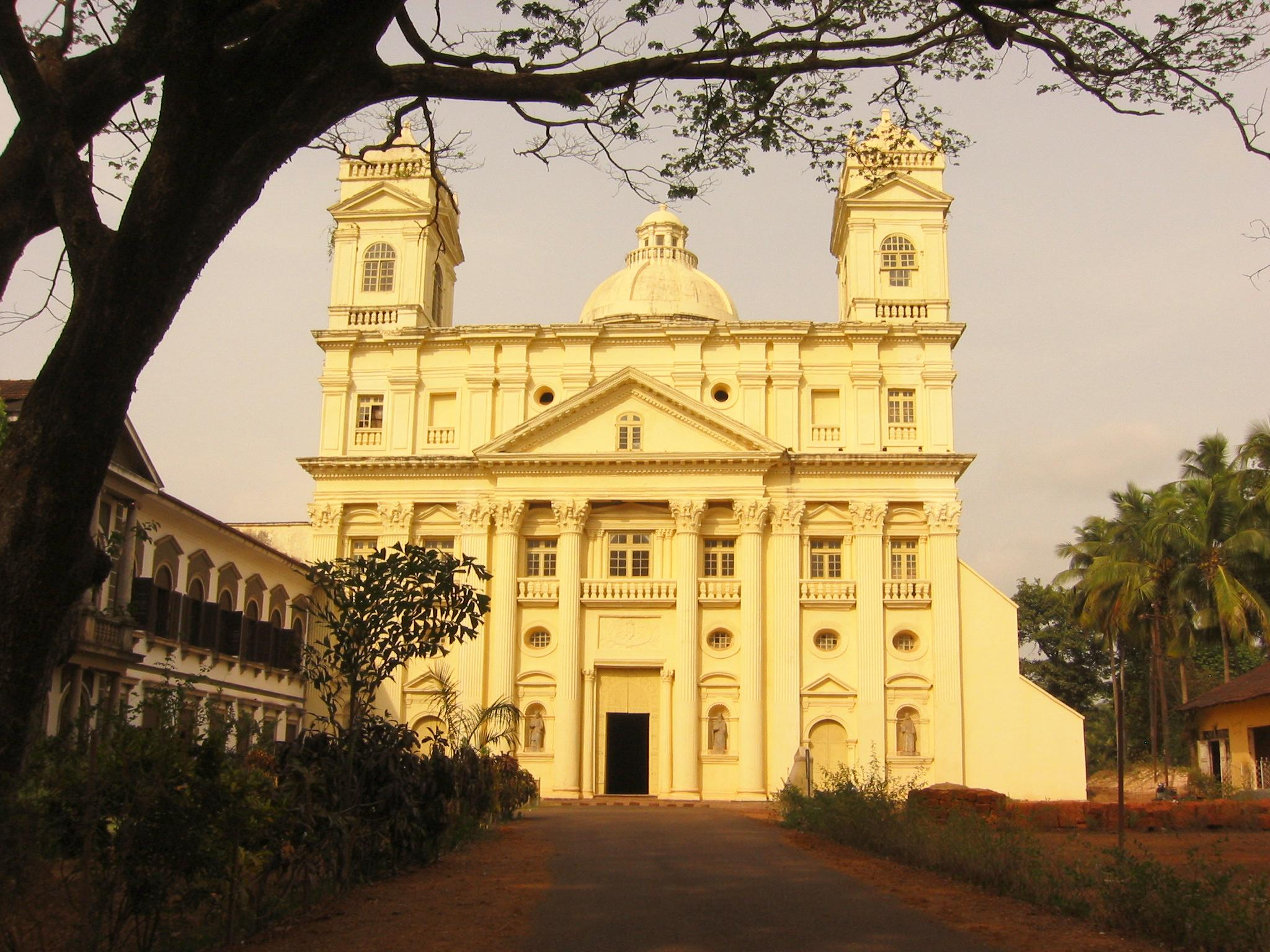
Sv. Kajetán, Velha Goa

Známé dějiny Goy sahají do 3. století př. n. l., kdy Goa byla částí severoindické Maurijské říše. V pozdějších stoletích se zde střídali vládci dynastií satavahanů, čalukyanů, silharů a kadambdů. Roku 1312 připadla Goa na krátkou dobu sultanátu z Dillí, karnatakští vládci z Vidžajanagaru ji však znovu dobyli. Od roku 1469 zde pak vládli bahmánští sultáni a Mughalové (Mogulové) z Gulbargy, později z Bídžápuru.
Roku 1498 přistál na západoindickém pobřeží po obeplutí Afriky Vasco da Gama. Portugalsko nechtělo jen ovládnout lukrativní obchod s kořením, ale činilo si nároky i jako nová koloniální moc. Portugalský admirál Afonso de Albuquerque pak v březnu a znovu v listopadu 1510 porazil vojska bídžápurského vládce, obsadil Gou a položil tak základní kámen budoucí kolonie Portugalská Indie.
K dějinám Goy patří jméno Františka Xaverského. Tento spoluzakladatel jezuitského řádu přicestoval do Goy roku 1542, kde se – přes svoji účast v inkvizici – těšil pověsti dobrého a laskavého misionáře. Xavier cestoval dál do Japonska a Číny, zemřel 1552 krátce před dosažením Číny a byl poblíž Kantonu pohřben. Podle legendy byl jeho hrob později otevřen, jeho údajně neporušené tělo bylo pak 16 měsíců po jeho smrti převezeno do Goy a zde pohřbeno; roku 1622 byl František Xaverský prohlášen za svatého a znovu pohřben v bazilice Bom Jesus v městě Velha Goa.
Po získání nezávislosti 1947 se Indie bezvýsledně pokoušela diplomatickou cestou dosáhnout připojení Goy a dalších portugalských osad k unii, nepomohla zde však ani usnesení Valného shromáždění OSN. V prosinci 1961 Indie Gou násilně obsadila, špatně vyzbrojená a nepřipravená portugalská armáda nekladla žádný větší odpor. Goa byla (spolu s distrikty Daman a Diu) zprvu ústředně spravována jako svazové teritorium, 30. května 1987 se pak stala 25. spolkovým státem.

## Obyvatelstvo

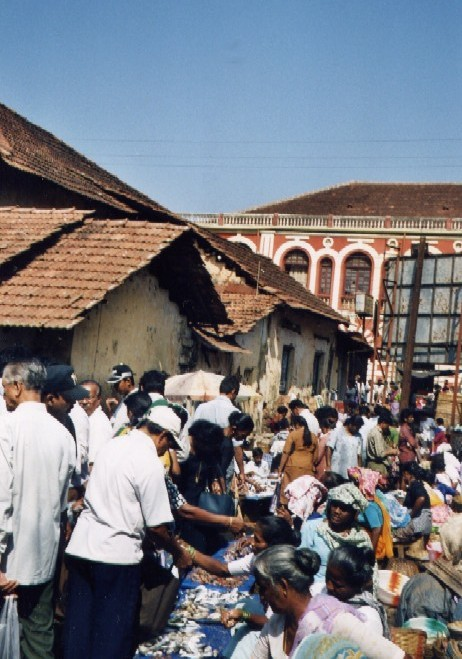
Trh v Margao

Obyvatelstvo Goy, téměř 1,4 milionu obyvatel, má přírůstek 14,9 %, hustota zalidnění činí 363 na km², téměř 50 % obyvatel žije ve městech. Míra gramotnosti se pohybuje kolem 82 %. Místní řečí je konkánština (většina obyvatel hovoří i anglicky, portugalsky dnes hovoří jen něco mezi 3 % a 5 % obyvatel).
Značná část obyvatelstva je i dnes křesťanského vyznání (odhady se různí, údaje se pohybují mezi 27 a 40 procenty), i když s mnoha prvky hinduismu, které se nepodařilo vymýtit ani portugalským misionářům. Goa je arcibiskupstvím (v čele s patriarchou východní Indie), podléhajícím přímo Vatikánu.
Část obyvatel má portugalská jména (portugalská koloniální správa od počátku podporovala smíšená manželství). Vlastní muslimské obyvatelstvo je nepočetné, během turistické sezóny zde však žije a pracuje značný počet obchodníků a jiných pracovníků (zejména z Kašmíru).
Vliv portugalské koloniální nadvlády se dodnes projevuje ve zvycích obyvatelstva. Pracovní doba patří k nejkratším v Indii (Goané dodržují denně protáhlou polední siestu), nejoblíbenějšími svátky jsou – mimo karnevalu – Vánoce a Nový rok.
Portugalský vliv je dodnes patrný i v oblasti práva. Zatímco většina indických států dodnes vychází z anglického práva, stát Goa má svůj vlastní občanský zákoník (ve velké míře inspirovaný portugalským občanským zákoníkem Codigo Civil Portuguese z roku 1867). I v dalších oblastech práva vychází stát Goa z právních tradic a zásad kontinentální Evropy a přeneseně tedy i z římského práva.

## Hospodářství
| rok  | HDP  |
| ---- | ---- |
| 1980 | 398  |
| 1985 | 655  |
| 1990 | 1257 |
| 1995 | 3319 |
| 2000 | 7698 |
| 2004 | 9657 |

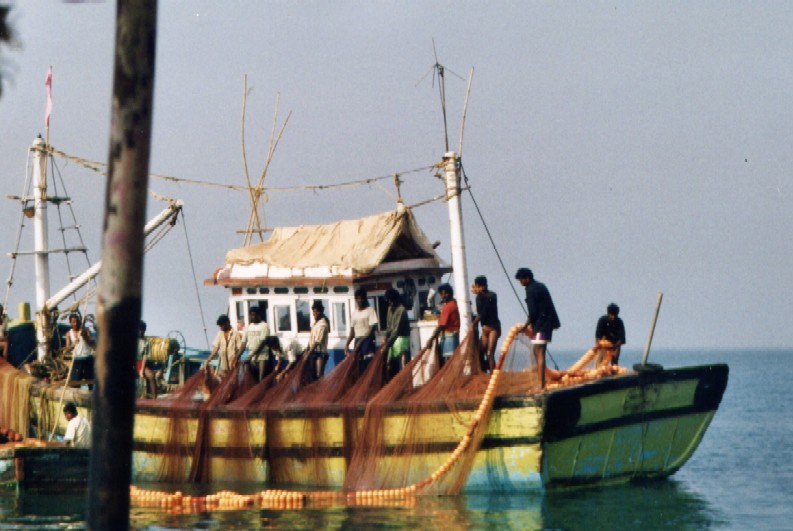
Rybolov v Goi

Vzestupný trend rozvoje hospodářství Goy je zřetelný i z tabulky o vývoji HDP 1980 – 2000 (v milionech rupií, v tržních cenách).
Zdaleka nejdůležitějším odvětvím je turismus, následován zemědělstvím. K dalším důležitým odvětvím patří těžba nerostů, konzervárenský průmysl, výroba umělých hnojiv, lodní doprava, rybolov a výroba alkoholických nápojů. Jistým motorem hospodářství je pak i skutečnost, že Goa má relativně rozbujelou státní správu a také vysokou míru emigrace (což dále snižuje míru nezaměstnanosti). V žebříčku hospodářsky nejúspěšnějších států indické unie zaujímá Goa třetí místo.
V těžebním průmyslu lze jmenovat především těžbu železné rudy, bauxitu a manganu, mimo to se těží i hrnčířská hlína, vápenec a silikáty.
Jiná výroba, prováděna často v malých a zastaralých manufakturách (výroba přírodního kaučuku, zpracování sisalu), má jen lokální význam, přispívá hlavně ke koloritu země.
V zemědělství hraje význačnou roli pěstování rýže, ovoce a zeleniny, prosa, kokosových ořechů a kešu, a dále rybolov (s přibližně 40 000 pracovních sil), který je zpravidla prováděn tradičním způsobem (ale stále více mechanizován používáním vlečných sítí). Zemědělství poskytuje pracovní příležitosti značné části obyvatelstva.

### Turismus

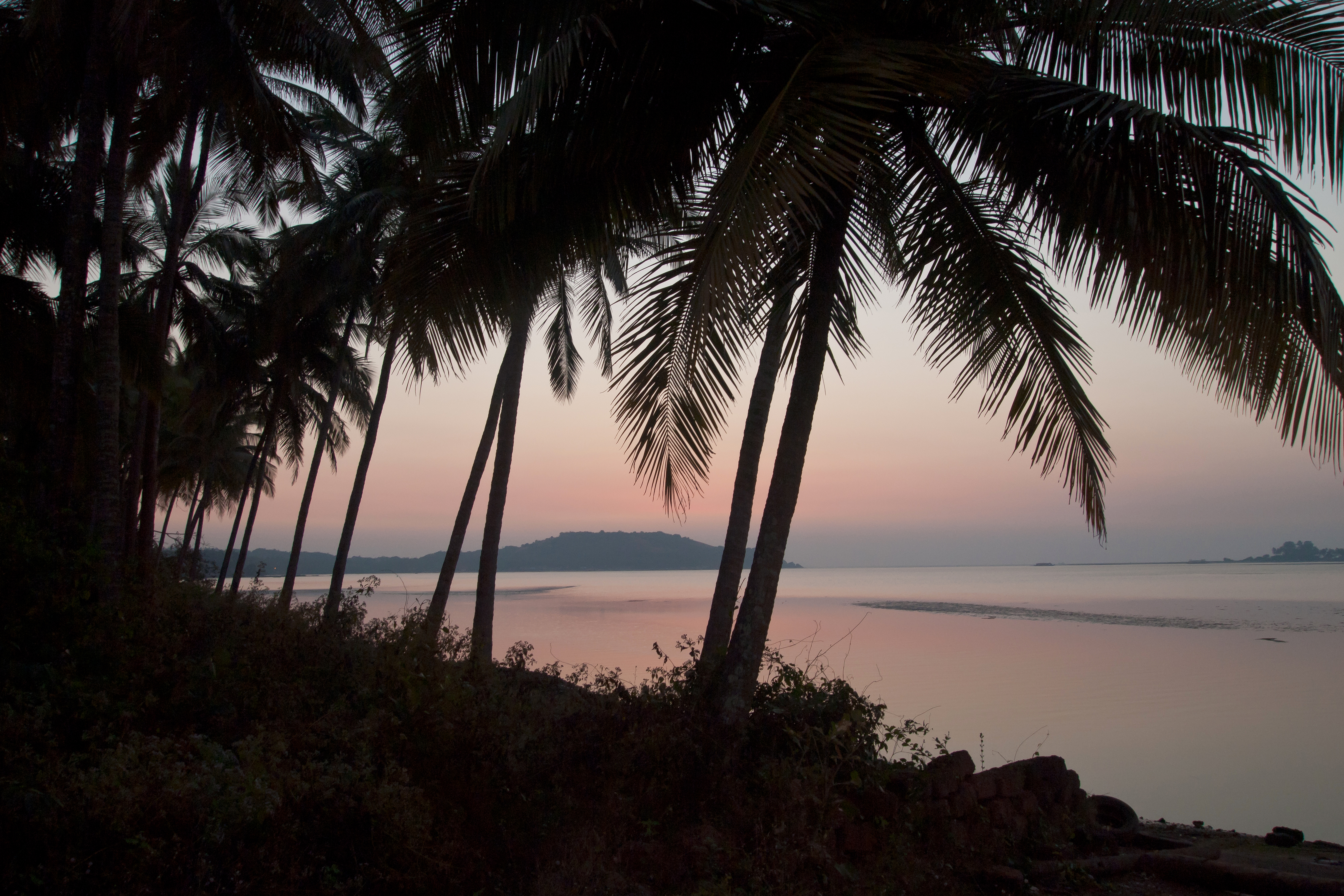
Západ slunce u řeky Čapóra

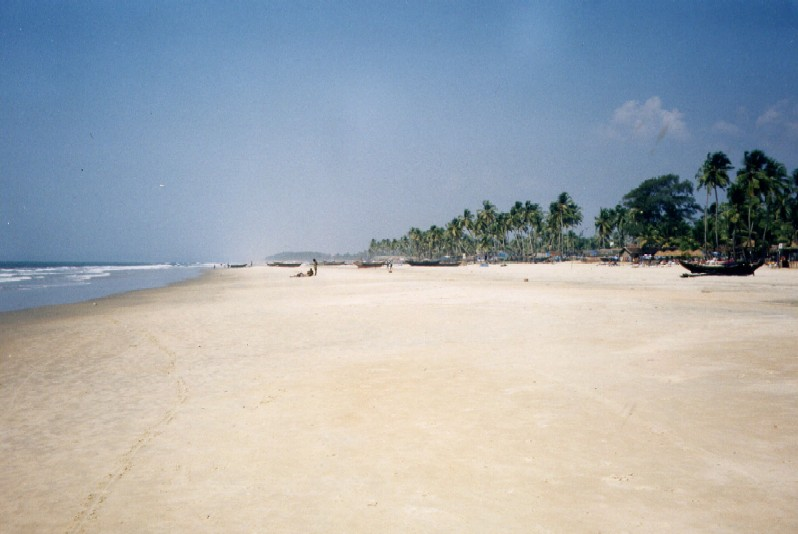
Pláž Cavelossim

Celkem 101 km pobřeží, z velké většiny dlouhé, široké a více méně prázdné pláže, lákají již po desetiletí turisty z celého světa – označení sun'n'sand, tedy „slunce a písek“, se stalo příslovečným pro pobřeží Goy. Roku 2004 navštívilo Gou kolem dvou milionů turistů, z toho kolem 400 000 zahraničních turistů (převážně v zimních měsících; turisté z Indie navštěvují Gou zejména v létě).
Dalším magnetem jsou příznivé klimatické podmínky (především v zimě), architektura (četné portugalské koloniální stavby z minulých století, ale také hindské chrámy), a též pro Evropana ne zcela cizí civilizační dědictví bývalé portugalské kolonie: velice neproblematická symbióza hinduismu, křesťanství a islámu.
Kuchyně v Goi, která je obohacena jihoindickými, arabskými a portugalskými vlivy, patří k nejznámějším v Indii (Goa je také jedním z mála území v Indii, kde si lze v jedné restauraci objednat mimo drůbeže a ryb i vepřové či hovězí maso, ponejvíc mírně kořeněné; alkoholické nápoje jsou volně v prodeji).
Spolu se skutečností, že Goa prosperuje i hospodářsky, si tento stát dobyl přívlastku „Indie pro začátečníky“: Goa téměř nezná chudobu, žebráky, procesí nemocných leprou, ani katastrofální slumy, jak jsou známy z měst jako Madrás, Kalkata nebo Bombaj. Goa má poměrně dobrou turistickou infrastrukturu.